# 尤利娅·多尔戈鲁科娃

尤利娅·多尔戈鲁科娃 (Юлия Долгорукова, Julia Dolgorukova) （1962 年 2 月 21 日出生于莫斯科），俄罗斯艺术家、画家、设计师，莫斯科艺术家联盟成员，国际现代艺术学院通讯院士 .

## 简历
尤利娅·多尔戈鲁科娃出生于莫斯科。她毕业于莫斯科艺术学校，是一名艺术家兼设计师。她参加了莫斯科国立印刷大学的课程，师从德米特里·比斯蒂（Dmitry Bisti）和阿·采德里克（A. Tsedrik）。20 世纪 90 年代，她在斯图加特美术学院参加了迈克尔·莱塞尔的讲座和大师班。她的创作领域包括架上绘画、图形、戏剧和装饰艺术。她还从事时装和室内设计。1981 年，她加入莫斯科艺术家联盟青年部，1997 年成为莫斯科艺术家联盟成员.
艺术家的童年和青年时代是在尼古丽娜戈拉（Nikolina Gora）的奥托·施密特别墅度过的，别墅就在米哈尔科夫别墅的对面，她在那里创作了她的第一批作品。亚历山大·库兹米奇·伊万诺夫·苏哈雷夫斯基导演根据叶连娜·洛巴切夫斯卡娅的剧本«尤希卡»（尤利娅·多尔戈鲁科娃在尼古丽娜戈拉的昵称）拍摄了电影«船»（1988 年），讲述了她在 "黄金青年 "陪伴下的灿烂青春。
本片的女主角由著名演员奥克萨娜·凡德拉扮演，她曾获得苏联第一届选美比赛第二名。
尤利娅·多尔戈鲁科娃自 1981 年起开始参加展览。她参加过 70 多次展览。包括莫斯科艺术家联盟的莫斯科青年艺术家展览, 苏联铁路 150 周年苏联艺术家作品展（莫斯科和列宁格勒）
, 1988 年全盟展览, 
1989 年和 1991 年，在莫斯科的 马涅日中央展览馆 展览艺术-神话 - 93中，
1995 年在戈戈列夫斯基大道上举办的周年纪念展览中，在 VDNKh 的 "养蜂 "展馆中专门举办了 20 周年画展 与爱德华·德罗比茨基、奥斯卡·拉宾
 
等。在莫斯科举办个展（1986 年、1993 年、1995 年, 
1999, 2000, 2004, 2005, 2006, 2008, 2017), 
斯图加特（1990，1991），黑伦贝格（1992），卡卢加（1993），塔鲁萨（1994，2001），科斯特罗马（1994）, 
马尔马里斯 (1999), 亞歷山德羅夫 (弗拉基米爾州) (2002), 
小雅羅斯拉韋茨 (2003), 沙姆沙伊赫 (2005), 米凱利 (芬兰，2007), 
阿拉尼亚 (土耳其, 2009), 巴黎 (2010), 戛纳 (2010), 安塔利亚 (2017), 
凤凰城（美国 2019 年）。尤利娅·多尔戈鲁科娃曾与著名艺术家恩斯特·涅兹维斯特尼、爱德华·斯坦伯格、奥列格·采尔科夫、弗拉基米尔·涅穆欣等人一起参加展览。

尤利娅·多尔戈鲁科娃（Julia Dolgorukova）的作品体裁包括风景、静物、构图。在她创作的作品中，有«福罗斯的早晨»（1981 年）、«阿克辛尼诺。教堂"（1982 年）、«新邻居。三联画»（1983 年）、根据小说布尔加科夫创作的系列画作 «大师与玛格丽特»（«玛格丽特与魔鬼»、«柏辽兹的葬礼»、«嘎·诺茨里在彼拉多家»、«玛格丽特与沃兰»、«本丢·彼拉多宫中的芭蕾舞» 等）、 由艺术家为其父亲 格维克斯曼，维塔利·阿特米耶维奇（康涅狄格州荣誉公民）的歌剧创作
«大师与玛格丽特»，后来在布尔加科夫博物馆的 «萨多瓦亚 302 之二» 个展上展出）、«丁香雨之舞»（1997 年）、«梨的静物»（2004 年）、«双人舞»、«吉赛尔»、«火之舞»（2009 年）等。莫斯科» 新歌剧 «剧院 尤利娅·多尔戈鲁科娃与艺术家丹尼斯·迪科夫一起为歌剧«哦，莫扎特，莫扎特！» 创作了服装和布景草图（1994 年在 «里程碑» 艺术节期间在科斯特罗马国家历史建筑艺术博物馆展出）。尤利娅·多尔戈鲁科娃在职业生涯后期转向了各种新的主题。她开始描绘她所到过的国家的风景，包括埃及、土耳其和法国。她还开始描绘花束和创作神话题材的画作。但她的作品«万物之眼»（2021 年）最值得关注。她将最新技术与传统绘画相结合，创作了这幅作品。
尤利娅·多尔戈鲁科娃的作品被许多著名博物馆和私人收藏，其中包括科斯特罗马国家历史建筑和艺术博物馆（Kostroma State Historical-Architectural and Art Museum-Reserve ）,
卡卢加美术馆、 阿列克桑德罗夫镇玛丽娜·茨维塔耶娃博物馆，
布尔谢沃市玛丽娜·茨维塔耶娃纪念馆-博物馆、 索尔达登科夫-马洛亚罗斯拉维茨博物馆和展览中心 
茨维塔耶夫家族塔鲁西亚博物馆、 马克西米利安·沃洛欣故居博物馆 (科克捷別利)、安东·帕夫洛维奇·契诃夫故居博物馆 (雅尔塔), 美国凤凰城艺术博物馆, 
米哈伊尔·布尔加科夫博物馆，位于莫斯科波尔夏亚-皮罗戈夫斯卡娅大街、 乌尔里希·施普林格收藏（斯图加特），以及俄罗斯、德国、美国、瑞士、法国、英国、韩国、埃及、芬兰和土耳其的私人收藏。 她在德国斯图加特私人画廊 Inter-Art 举办展览的开幕邀请函现存于巴赫鲁申戏剧博物馆. 多尔戈鲁科娃作为画家和设计师的作品已成为许多电视节目和俄罗斯及外国出版物文章的主题。

## 画廊

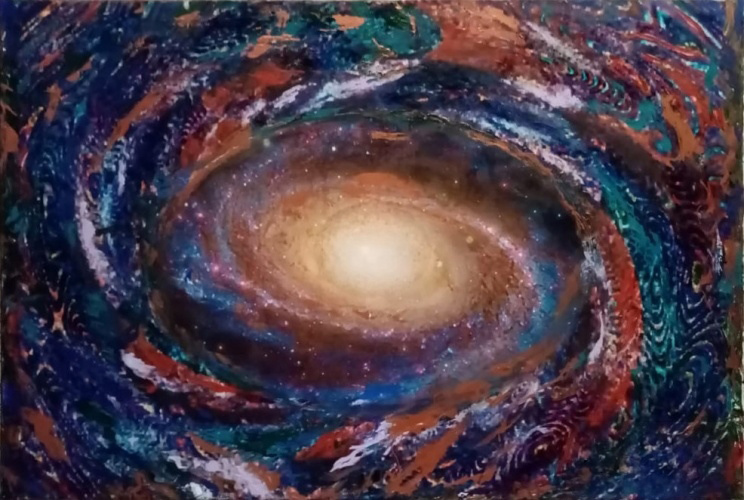
眼证. 2020
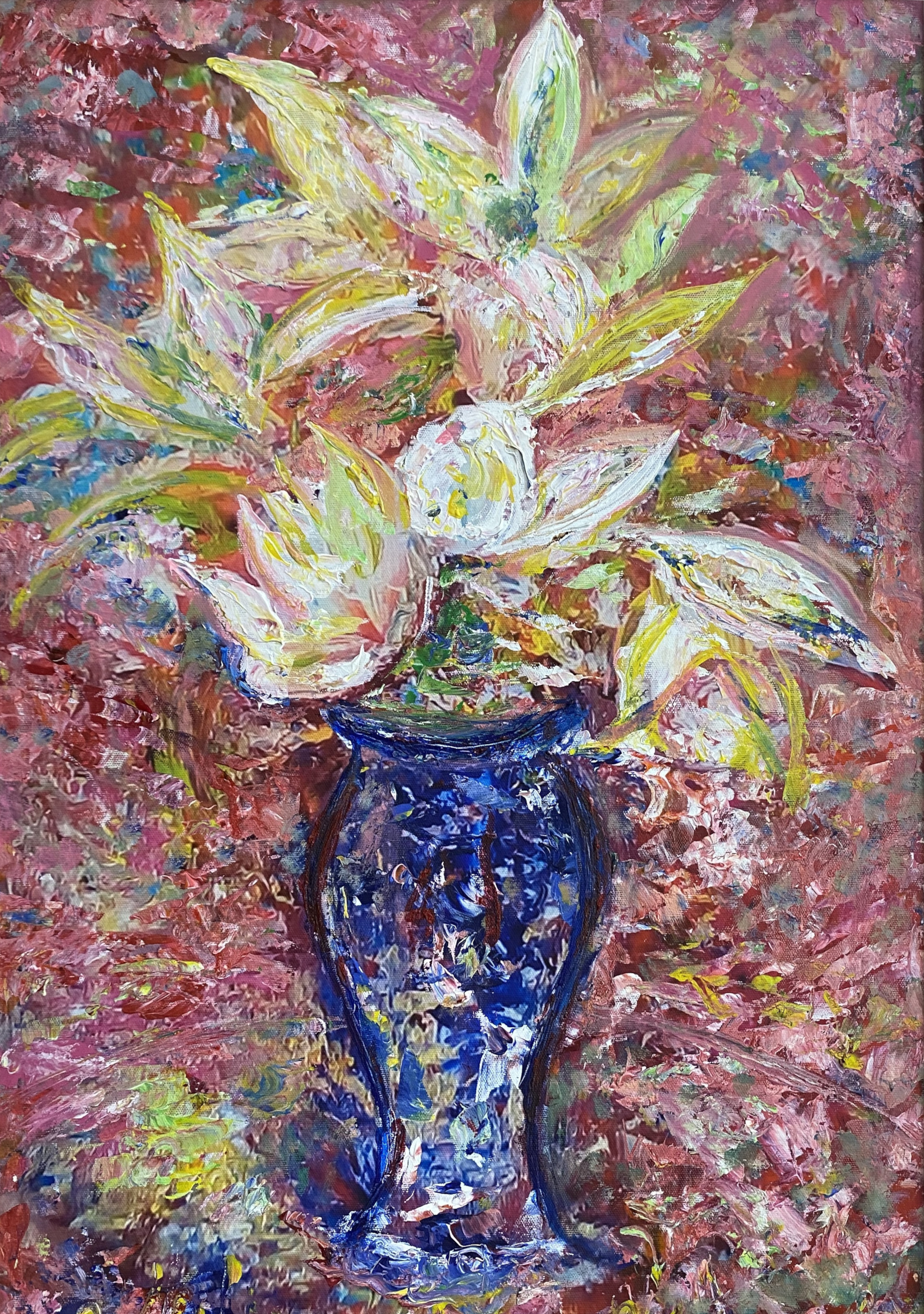
蓝色花瓶中的百合花 2018
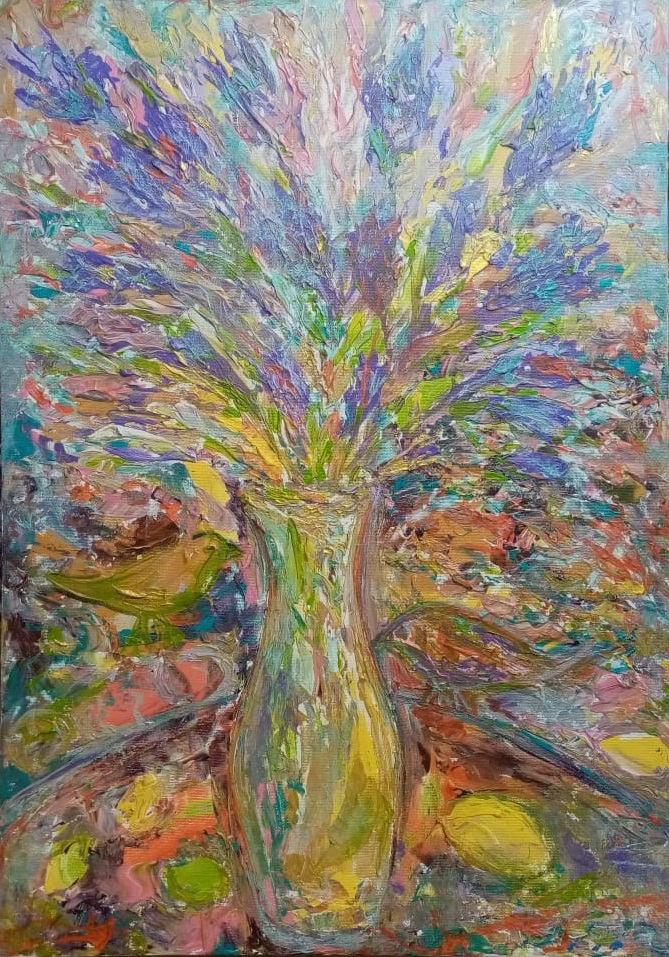
鸢尾花束与黄色金丝雀. 2021
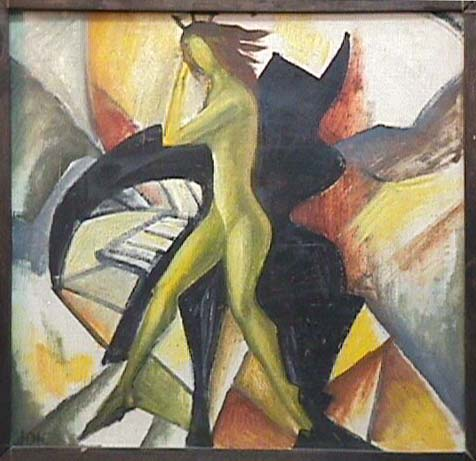
玛格丽特和沃兰德. 1994
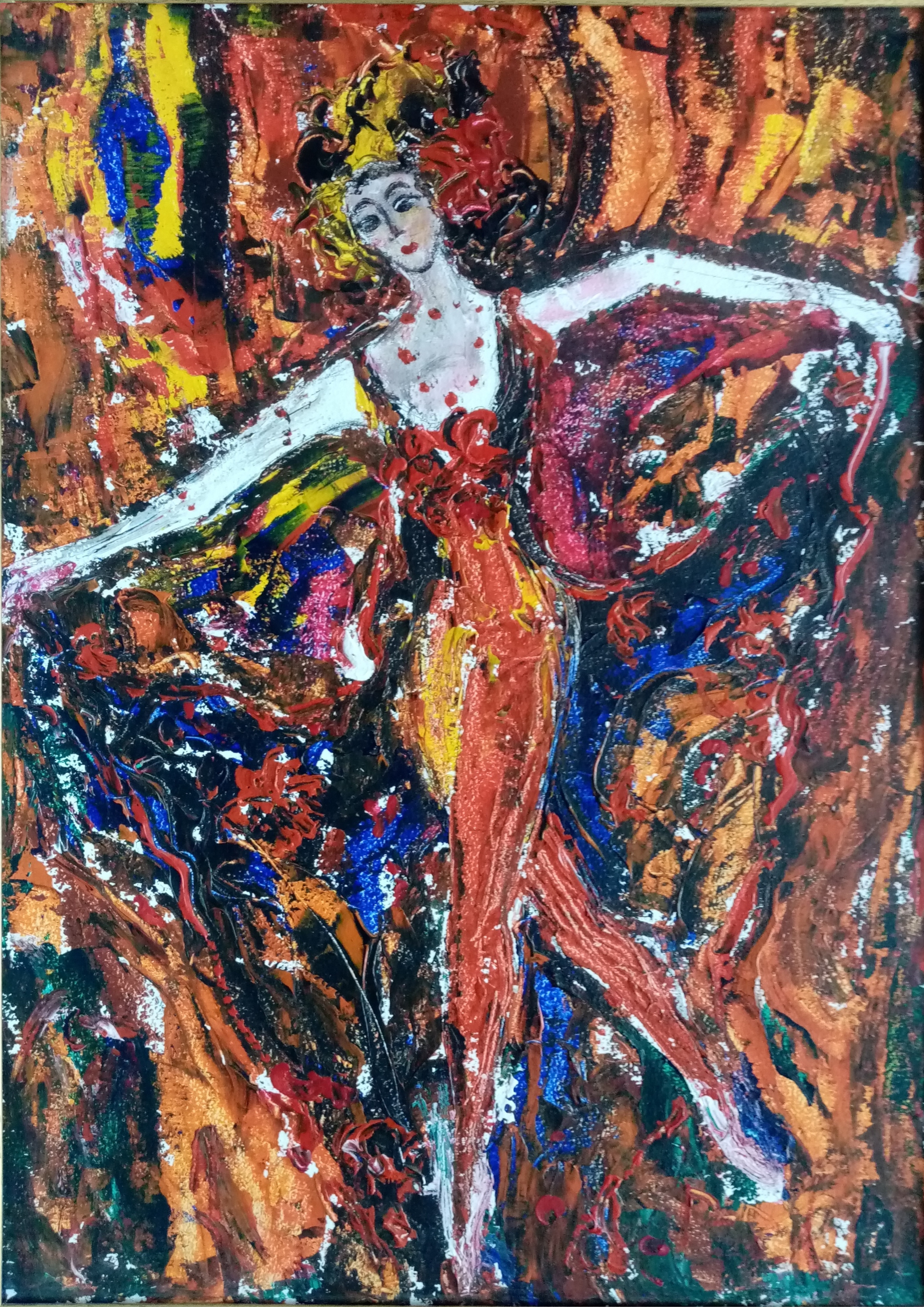
火之舞. 2009
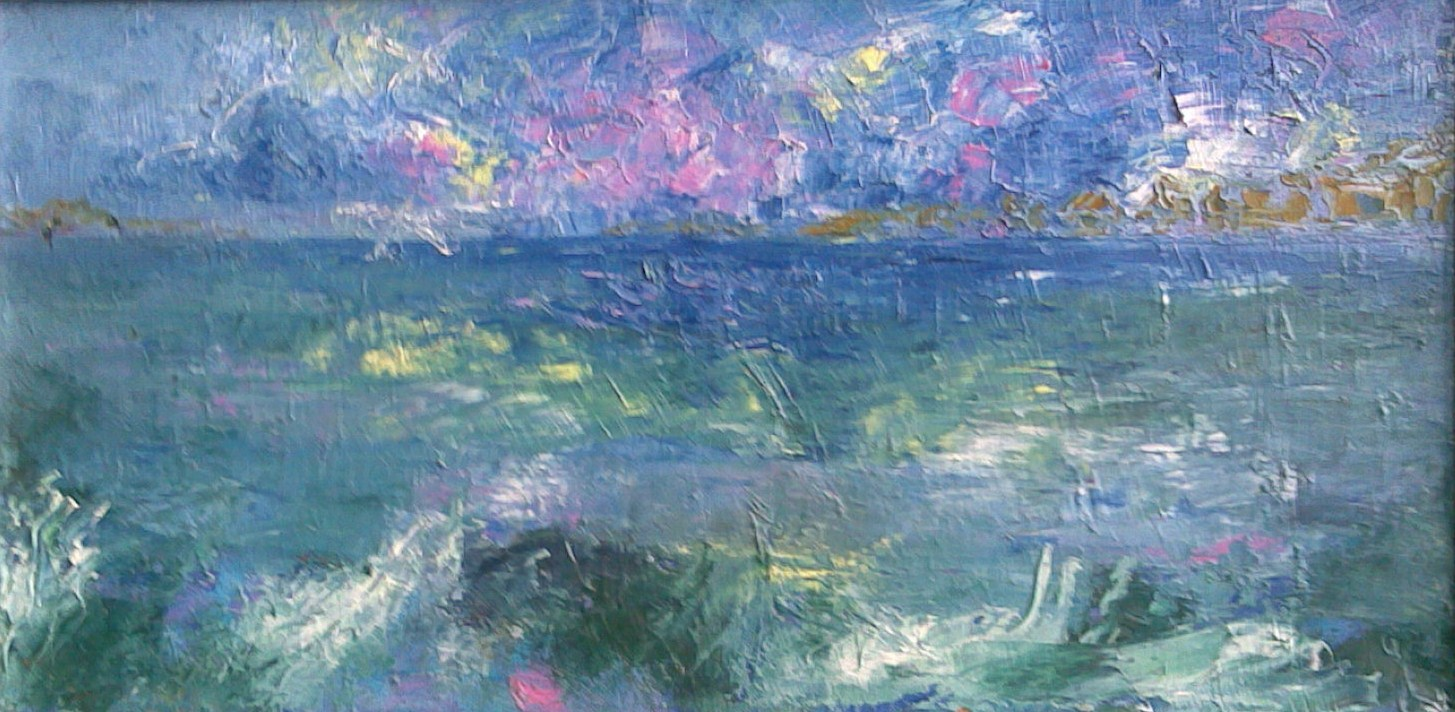
红海. 2006
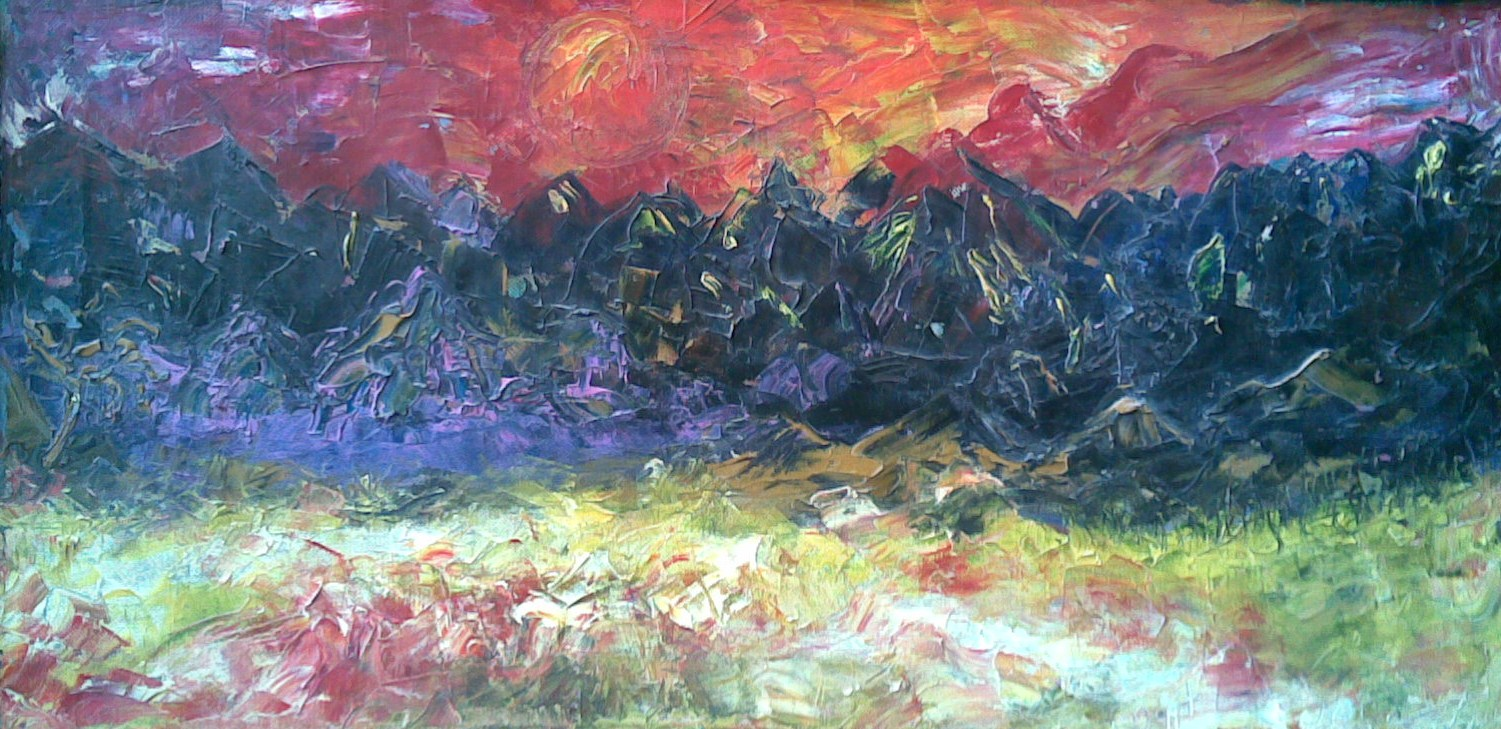
傍晚的沙漠. 2006
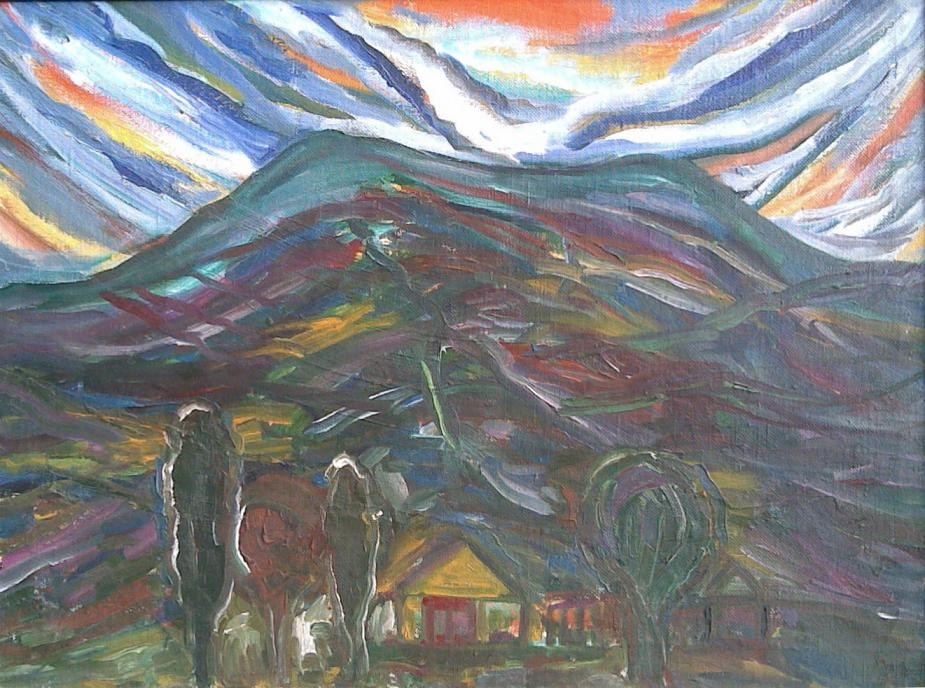
清醒山. 1994
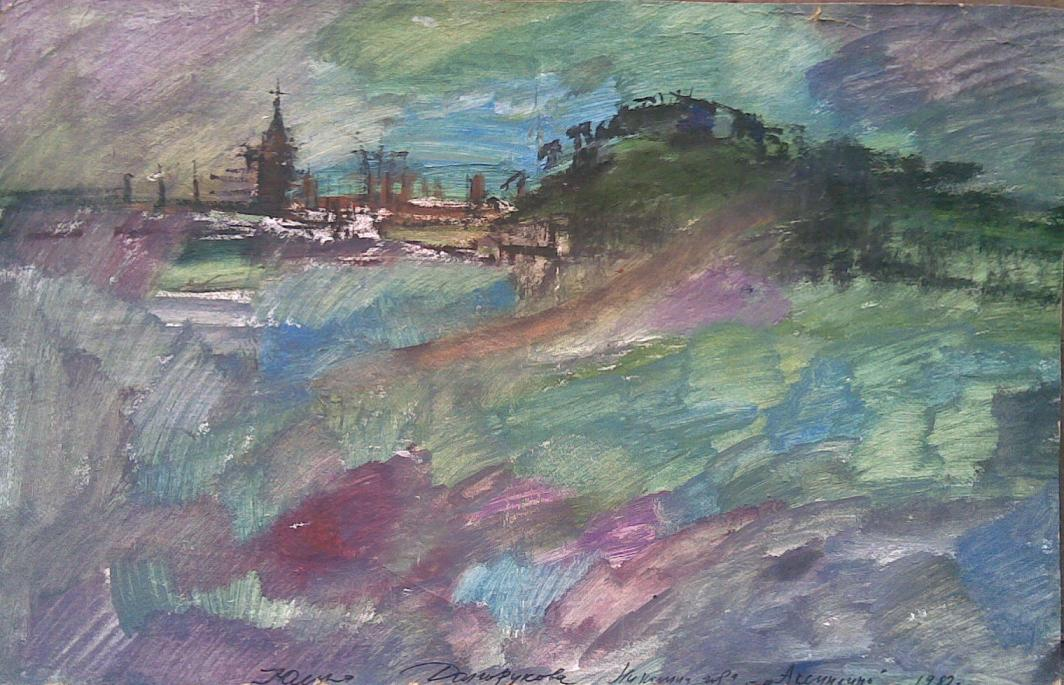
阿克辛尼诺 教堂. 1982
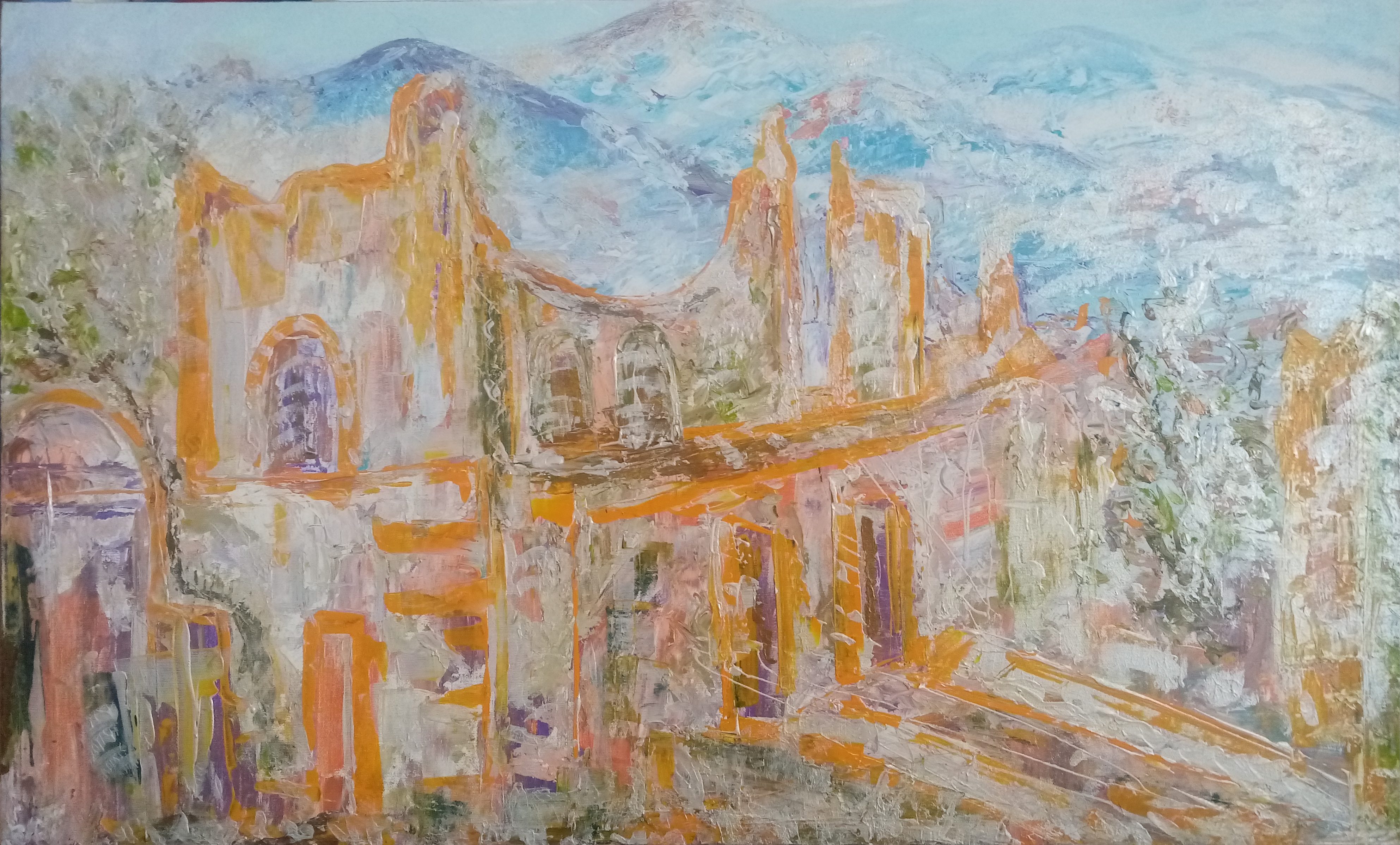
西埃德拉. 2021

## 获奖情况
| Year | Award                                                   | Nomination | Result | Source        |
| ---- | ------------------------------------------------------- | ---------- | ------ | ------------- |
| 2017 | 国际竞赛 «Annual New York Art & Street Art Competition» | 画         | 獲獎   | [ 38 ]        |
| 2018 | AEA 国际竞赛-2018（春季）                               | 画         | 銀牌   | [ 41 ]        |
| 2018 | AEA 国际竞赛-2018（秋季）                               | 画         | 銀牌   | [ 42 ]        |
| 2019 | AEA-2019 国际竞赛（春季）                               | 场景设计   | 金牌   | [ 43 ]        |
| 2019 | AEA-2019 国际竞赛（秋季）                               | 画         | 銀牌   | [ 44 ]        |
| 2020 | AEA-2020 国际竞赛（秋季）                               | 场景设计   | 金牌   | [ 45 ]        |
| 2021 | AEA-2021 国际竞赛（春季）                               | 画         | 銀牌   | [ 46 ]        |
| 2021 | Inter record                                            | 画         | 獲獎   | [ 47 ]        |
| 2021 | AEA-2021 国际竞赛（秋季）                               | 画         | 銀牌   | [ 48 ]        |
| 2022 | Inter record                                            | 画         | 獲獎   | [ 49 ] [ 50 ] |
| 2022 | AEA-2022 国际竞赛（春季）                               | 画         | 銅牌   | [ 51 ]        |
| 2022 | AEA-2022 国际竞赛（秋季）                               | 图形       | 銅牌   | [ 52 ]        |
| 2023 | AEA-2023 国际竞赛（春季）                               | 画         | 銀牌   | [ 53 ]        |
| 2023 | AEA-2023 国际竞赛（春季）                               | 纪念性艺术 | 銅牌   | [ 53 ]        |

尤利娅-多尔戈鲁科娃（Yulia Dolgorukova）因其对世界艺术的贡献被授予俄罗斯-意大利 "费罗尼 "学院荣誉证书。俄罗斯莫斯科（2019年）, AEA-2021 国际竞赛的获奖者和优胜者.

## 资料来源
- 第十二届莫斯科青年艺术家作品展。目录。莫斯科，莫斯科艺术家联盟。1981.
- XIII 莫斯科青年艺术家作品展。目录。莫斯科，苏联艺术家，1983 年。
- 第十五届莫斯科青年艺术家作品展。目录"。莫斯科，苏联艺术家，1985 年，第 25 页。
- 莫斯科，《苏联艺术家》，1985 年，第 25 页。绘画。绘画。雕塑。目录". 莫斯科，1987 年，第 14 页。14.
- 共青团 70 周年全团青年艺术家作品展。目录》。莫斯科，苏联艺术家。1988.
- 全联盟展览--"金笔 "竞赛。目录。莫斯科，苏联艺术家。1991.
- 莫斯科国际艺术博览会-展览 ART-MIF-93。М., 1993.
- 涅戈留欣-B. 贵族大会上的展示' // Severnaya Pravda. 1994年5月27日。
- 艾丁扬，斯坦尼斯拉夫-阿图罗维奇。In Kostroma, on the banks of the Volga // "NI-LIFE Prestige club". 1994.
- "纪念苏联全苏展览中心'养蜂'馆展览 20 周年。目录"。莫斯科，IFA，1995 年，第 34 页。34.
- 艾丁扬，斯坦尼斯拉夫-阿图罗维奇 在布尔加科夫描述的 "糟糕 "公寓》//《库兰蒂》。1995年3月21日
- 艾丁扬，斯坦尼斯拉夫-阿图罗维奇-布尔加科夫在家中 // Moskovskie novosti. 1995.
- 布尔加科夫统治了那里的球 // Na Presnya. 1995, April, № 11.
- Koktebel - Karadag. 展览目录》。Moscow, Vykhino Exhibition Hall. 1997.
- 运动之舞》//艺术博览会。2000年5月（004）。
- 尤利娅-多尔戈鲁科娃的绘画"//《莫斯科》。2002 年 2 月。
- 格列科娃-S。无以衡量的灵魂' // Delovoy Aleksandrov. 2002, 3 July (№ 190).
- 'Seija Lipsanen. Kolme naista Galleriarissa' // Vikkoset. 4.07.2007.
- Gellary 艺术馆开馆了' // Mahmutlar Haber. 2010, Jule.
- 不要错过马姆特拉尔的艺术展' // Mahmutlar Haber. 2010, Jule.
- Art in Alanya: Painter Julia Dolgorukova // Turkey InterCulture Magazine 12th January 2015
- 娜塔莉亚-伊尔马兹 朱莉娅-多尔戈鲁科娃的创意交响曲 （页面存档备份，存于）' «SHAFRAN»杂志，2017 年第 2 期，第 32-41 页。32-41
- 画家百科全书 6 卷//照片、复制品、创作传记 M. 'Zhivopis- info 2010 2020. 188 p.: ill. compiled by. Y. Popkov p. 38-39
- （页面存档备份，存于） Artist Julia Dolgorukova. 爱的完美表达' // 艺术教育与科学 №3(36) (2023) p. 160, ISSN 2410-6348 eISSN 2658-5251 160, ISSN 2410-6348 eISSN 2658-5251